# Bojalodiplosis halogetonis
Bojalodiplosis halogetonis är en tvåvingeart som beskrevs av Fedotova 1992. Bojalodiplosis halogetonis ingår i släktet Bojalodiplosis och familjen gallmyggor.
Artens utbredningsområde är Kazakstan. Inga underarter finns listade i Catalogue of Life.